# Kosuke Kikuchi
Kosuke Kikuchi (Saitama, 16 december 1985) is een Japans voetballer.

## Carrière
Kosuke Kikuchi speelde tussen 2008 en 2011 voor Kawasaki Frontale. Hij tekende in 2012 bij Omiya Ardija.